# 스핑크스 천문대
스핑크스 천문대(Sphinx Observatory)는 스위스 융프라우요흐에 위치한 천문대이다. 스핑크스라는 이름은 스핑크스가 위치한 바위 정상의 이름에서 따왔다. 평균 해발 3,571m에 위치한 이 천문대는 세계에서 가장 높은 천문대 중 하나이다. 일반인들이 접근할 수 있는 이곳은 스위스에서 두 번째로 높은 전망대이기도 하다. 산 정상은 융프라우요흐역에서 전망대로 올라가는 엘리베이터에 맞도록 터널을 뚫었는데, 이곳은 유럽에서 가장 높은 기차역이다. 이 건물은 베른주에서 얼마 떨어져 있지 않은 발레주 쪽에 위치해 있다.

## 과학
스핑크스 천문대의 과학 부분은 두 개의 큰 실험실, 기상 관측소, 작업장, 과학 실험을 위한 두 개의 테라스, 그리고 기상 큐폴라로 구성되어 있다. 천문 큐폴라에는 카세그레인 촛점과 쿠데 초점을 갖춘 76cm 망원경이 탑재돼 있다.
벨기에 리에주 대학교의 천체물리학 및 지구물리학 연구소의 태양 분광계 역할을 하며, 스위스 로잔 공과대학교의 라이다(LIDAR) 실험에서 중요한 역할을 한다. 1949년 천문대의 우주선에 노출된 원자핵유제는 대전된 케이 중간자(K-meson)가 존재한다는 정확한 증거를 최초로 제공했다.

## 미디어
그 전망대는 영화 〈그랜드 부다페스트 호텔〉과 〈크리쉬 3〉(Krrish 3)에서 노출이 되고 있다. 미국 리얼리티 경쟁 시리즈 〈어메이징 레이스〉의 시즌 22가 8차전 스위스를 방문했을 때 방문한 곳이다. 이곳은 또한 2016년 유비소프트 비디오 게임인 〈스팁〉(Steep)에도 등장한다.

## 갤러리

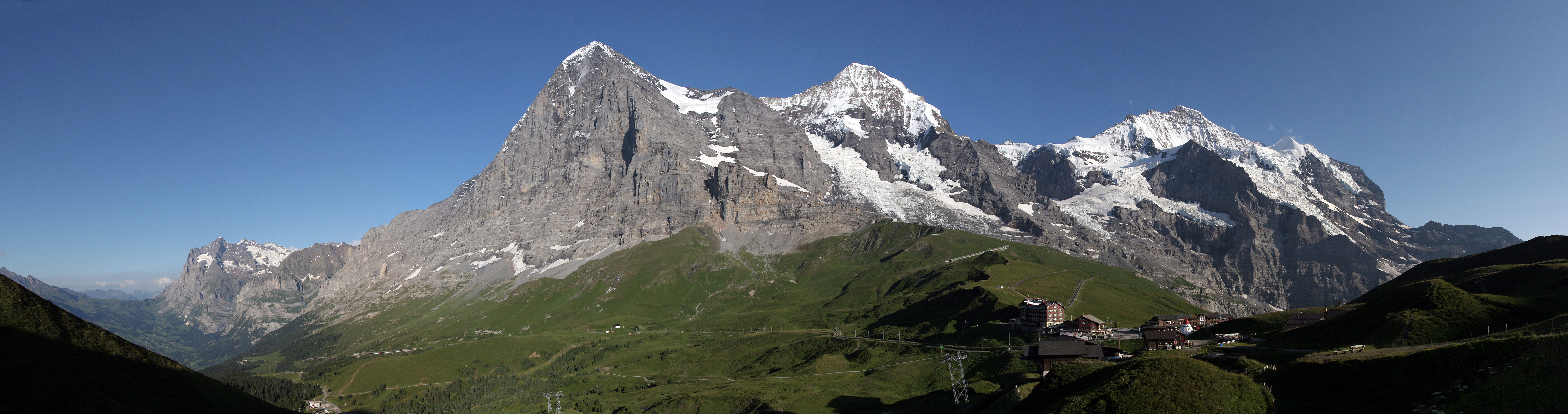
아이거 (좌), 묀히 (중앙), 융프라우 (우) 대산괴. 천문대는 묀히와 융프라우 사이의 능선에 위치
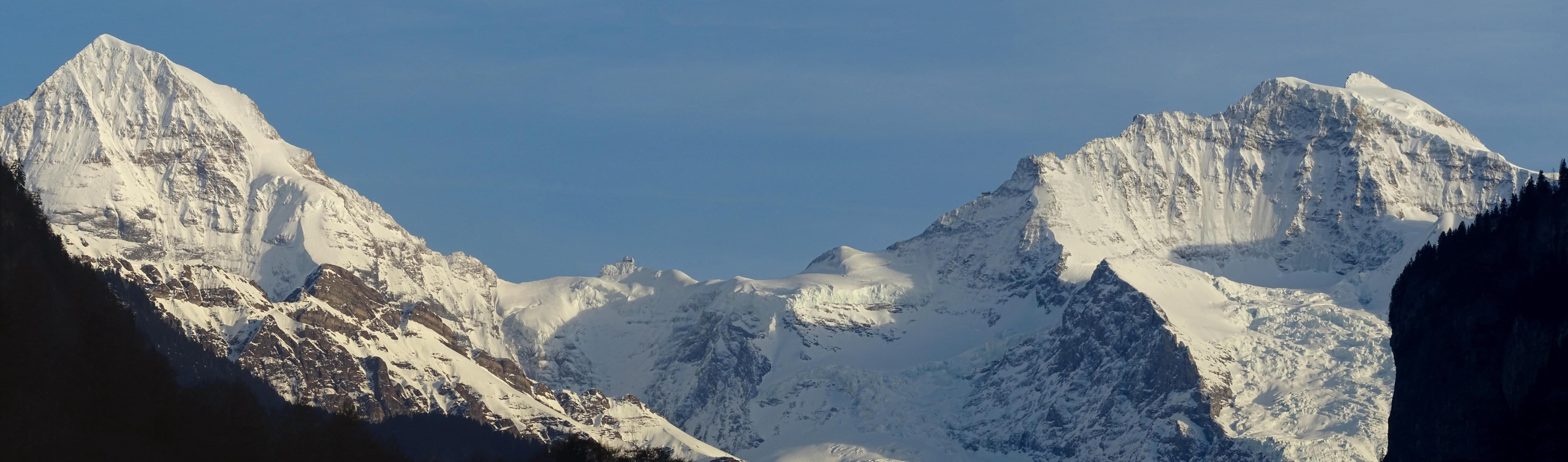
묀히 (좌), 융프라우 (우). 스핑크스 천문대는 두 봉우리 중앙 능선에 보인다